# Meteorologiåret 1947

## Händelser

### Januari
- 22 januari-17 mars – Storbritannien upplever en mycket snöig vinter, där snö alltid finns någonstans mellan dessa dagar [1]. Januari och februari präglas av 1900-talets värsta snöfall i Storbritannien, och transporterna försvåras.[2] Då bilismen ännu inte slagit igenom på allvar, är det framför allt järnvägarna som drabbas.[3][4]
- 25 januari – I Thrun, Bulgarien uppmäts temperaturen −38.3 °C (−37 °F), vilket blir Bulgariens lägst uppmätta temperatur någonsin [5].
- 31 januari – Med temperaturen - 58.9 °C i Smith River noteras nytt köldrekord för British Columbia, Kanada [6].

### Februari
- 3 februari
  - I Snag, Yukon, Kanada uppmäts temperaturen −63 °C (−81 °F), vilket blir Kanadas lägst uppmätta temperatur någonsin [7][8].
  - En sandstorm härjar i Crookston i Minnesota, USA med en vindhastighet på 50 mph [9].

### Mars
- Mars - Floden Themsen i England i Storbritannien svämmar över efter en sträng vinter.

### Maj
- 29 maj – En sen snöstorm i USA härjar i södra Minnesota, norra Iowa och södra Wisconsin [10].

### Juni
- 29 juni
  - I Hillerød, Danmark uppmäts temperaturen + 35,5 °C, vilket blir Danmarks högst uppmätta temperatur för månaden [11].
  - I Målilla i Sverige uppmäts + 38 °C, och därmed tangeras det svenska värmerekordet som sattes Ultuna i Sverige den 9 juni 1933 [12].
- 30 juni
  - Med + 36,4 °C i Gävle, Sverige uppmäts värmerekord för Gästrikland [13].
  - Med + 36,0 °C i Ängelholm, Sverige uppmäts värmerekord för Skåne [14].
  - Med + 34,0 °C i Bölestrand, Sverige uppmäts värmerekord för Jämtland [15].
  - Med + 23.1º i Kullens fyr, Sverige inträffar den varmaste svenska juninatten någonsin [16].

### Juli
- 3 juli – Tornados härjar i Minnesota, USA [17].
- 18-24 juli - Sverige upplever en heltorr fruntimmersvecka [18].

### Augusti
- 16 augusti - Med + 34,6 °C i Fränsta, Sverige uppmäts värmerekord för Medelpad [19].
- 31 augusti – En person dödas vid en tornado i Le Center i Minnesota, USA [20].

### September
- 20 september - 1 983 personer omkommer och 1 616 skadas vid översvämningar på ön Hondo i Japan [21].
- 8 september – 8.6 inch regn faller över Hibbing i Minnesota, USA på tre timmar [22].

### November
- 6-7 november - En isstorm härjar i Minnesota, USA [23].

## Okänt datum
- Den pakistanska väderlekstjänsten bildas [24].

## Födda
- 31 maj – Elliot Abrams, amerikansk meteorolog.
- 15 juli – Richard Whitaker, australisk meteorolog och författare.

## Avlidna
- Okänt datum – Johan Sandström, svensk oceanograf, fysiker och meteorolog.

### Fotnoter
1. ↑  Met Office Arkiverad 20 november 2008 hämtat från the Wayback Machine.
2. ↑  ”Collection of weather statistics for the winter of 1947”. http://www.winter1947.co.uk/.
3. ↑  ”collection of film clips of UK rail disruption in winter 1947”. http://www.bbc.co.uk/nationonfilm/topics/railways/background_conditions.shtml.
4. ↑  ”BBC newsreel, snow affecting railways 1947”. Arkiverad från originalet den 13 september 2004. https://web.archive.org/web/20040913144856/http://www.bbc.co.uk/mediaselector/check/nationonfilm/00338?size=4x3&bgc=C0C0C0&nbram=1&bbram=1. Läst 11 april 2011.
5. ↑  ”Bulgaria Second National Communication” (PDF). http://unfccc.int/resource/docs/natc/bulnc2.pdf. Läst 20 augusti 2010.
6. ↑  ”Dan, Dan the Weatherman's Canadian Weather Trivia Page”. Arkiverad från originalet den 9 september 2013. https://web.archive.org/web/20130909001246/http://www.dandantheweatherman.com/cantriv.html. Läst 7 mars 2011.
7. ↑  Lyons, Walter A (1997). The Handy Weather Answer Book (2nd). Detroit, Michigan: Visible Ink press. ISBN 0-7876-1034-8
8. ↑  Global Measured Extremes of Temperature and Precipitation. National Climatic Data Center. Läst 21 juni 2007.
9. ↑  ”Arkiverade kopian”. Arkiverad från originalet den 26 juli 2010. https://web.archive.org/web/20100726102650/http://www.climate.umn.edu/pdf/day_in_weather_history/february_wx_history.pdf. Läst 16 februari 2011.
10. ↑  ”Arkiverade kopian”. Arkiverad från originalet den 16 juli 2010. https://web.archive.org/web/20100716103814/http://www.climate.umn.edu/pdf/day_in_weather_history/may_wx_history.pdf. Läst 16 februari 2011.
11. ↑  Vejrekstremer i Danmark Arkiverad 19 januari 2013 hämtat från the Wayback Machine. DMI
12. ↑  SMHI
13. ↑  SMHI
14. ↑  SMHI
15. ↑  SMHI
16. ↑  ”SMHI”. Arkiverad från originalet den 4 mars 2016. https://web.archive.org/web/20160304065821/http://www.smhi.se/kunskapsbanken/meteorologi/tropiska-natter-1.1085. Läst 8 februari 2011.
17. ↑  ”Arkiverade kopian”. Arkiverad från originalet den 21 juli 2010. https://web.archive.org/web/20100721153842/http://climate.umn.edu/pdf/day_in_weather_history/july_wx_history.pdf. Läst 16 februari 2011.
18. ↑  SMHI
19. ↑  SMHI
20. ↑  ”Arkiverade kopian”. Arkiverad från originalet den 26 juli 2010. https://web.archive.org/web/20100726102403/http://www.climate.umn.edu/pdf/day_in_weather_history/august_wx_history.pdf. Läst 16 februari 2011.
21. ↑  Faktakalendern 2006, Semic, 2005
22. ↑  ”Arkiverade kopian”. Arkiverad från originalet den 26 juli 2010. https://web.archive.org/web/20100726102501/http://www.climate.umn.edu/pdf/day_in_weather_history/september_wx_history.pdf. Läst 16 februari 2011.
23. ↑  ”Arkiverade kopian”. Arkiverad från originalet den 22 juni 2010. https://web.archive.org/web/20100622121311/http://climate.umn.edu/pdf/ice_storms_in_minnesota.pdf. Läst 15 februari 2011.
24. ↑  Pakistan Meteorological Department Arkiverad 6 juni 2011 hämtat från the Wayback Machine.